# Mieczysław Treter
Mieczysław Treter (ur. 2 sierpnia 1883 we Lwowie, zm. 25 października 1943 w Warszawie) – polski historyk, krytyk i popularyzator sztuki, estetyk, muzealnik i muzeolog, organizator polskiego muzealnictwa po 1918 r., uczestnik i animator międzywojennego życia artystycznego w Polsce.

## Życiorys
Ukończył gimnazjum we Lwowie oraz Lwowski Instytut Muzyczny, pobierał też lekcje malarstwa. Studiował na Uniwersytecie Lwowskim historię sztuki i filozofię (u Kazimierza Twardowskiego). Doktorat uzyskał w 1910. W latach 1910–1914 był kustoszem Muzeum Książąt Lubomirskich we Lwowie. I wojnę światową spędził w Charkowie i na Krymie. W latach 1917–1918 prowadził wykłady z estetyki w polskim kolegium uniwersytetu w Kijowie, gdzie był jednocześnie wiceprezesem Polskiego Towarzystwa Opieki nad Zabytkami na Rusi. W 1918 powrócił do Lwowa i wszedł do Grona Konserwatorskiego Galicji Wschodniej. W latach 1920–1922 był docentem historii sztuki w Politechnice Lwowskiej, następnie na Uniwersytecie Warszawskim (wykładał historię sztuki nowszej i teorię sztuk plastycznych), zaś w latach 1925–1927 wykładał na Uniwersytecie Lwowskim. Równolegle w latach 1918–1922 był ponownie kustoszem Muzeum Książąt Lubomirskich we Lwowie, a w latach 1922–1924 dyrektorem Państwowych Zbiorów Sztuki w Warszawie.
Był współzałożycielem Instytutu Propagandy Sztuki, od 1926 dyrektorem Towarzystwa Szerzenia Sztuki Polskiej Wśród Obcych (TOSSPO) i komisarzem kilku wystaw sztuki polskiej za granicą (m.in. w Rzeszy Niemieckiej w 1935). W połowie lat 20. ostatni redaktor poświęconego sztuce „Przeglądu Warszawskiego”. Redagował cenioną serię wydawniczą „Monografie Artystyczne”. Od 1908 roku Członek Polskiego Towarzystwa Filozoficznego we Lwowie.
Ogłaszał prace z zakresu krytyki i teorii sztuki, a także publicystyczne artykuły z zakresu filozofii. Był autorem licznych publikacji o sztuce polskiej XIX i XX w., m.in. pracy Matejko... (1939). Ogłosił szereg publikacji z zakresu muzealnictwa, podkreślając celowość organizacji państwowych muzeów i galerii sztuki.

## Ordery i odznaczenia
- Krzyż Oficerski Orderu Odrodzenia Polski (27 listopada 1929)[7]